# منتخب الولايات المتحدة لكرة الطائرة للسيدات
منتخب الولايات المتحدة الوطني لكرة الطائرة للسيدات هو ممثل الولايات المتحدة الرسمي في المنافسات الدولية في كرة طائرة في فئة كرة الطائرة للسيدات.